# Щербаков, Руслан Владимирович
Руслан Владимирович Щербаков (род. 14 сентября 1969, Боровичи) — российский шахматист, гроссмейстер (1993), старший тренер ФИДЕ (2014).
В 1980 году семья переехала в Челябинск. Обучался в ДЮСШ № 9 под руководством тренеров М. В. Гетманчука и А. Н. Панченко.
В 1990 окончил Челябинский политехнический институт. С 1990 года — член шахматной команды «Полёт», с 1993 года — в команде «Хорда», с 1995 года — спортсмен-инструктор челябинской шахматной школы.
В составе команды «Полёт» серебряный призёр 2-го Клубного кубка СССР (1990) в Подольске.
В составе различных клубов участник ряда командных чемпионатов России (1992—1994, 1998, 2000—2002). В 1994 в составе команды «Полёт» стал победителем данного соревнования, в 2000 в составе «Томска» завоевал 2 медали — серебряную в команде и бронзовую в индивидуальном зачёте (играл на 4-й доске).
В составе команды «Полёт» участник 2-х Кубков европейских клубов: 1993 и 1995 (команда стала бронзовым призёром).
Является автором электронной монографии по ферзевому гамбиту.

## Спортивные достижения
| Год  | Город           | Турнир                          | + | − | = | Результат | Место |
| ---- | --------------- | ------------------------------- | - | - | - | --------- | ----- |
| 1991 | Москва          | 58-й и последний чемпионат СССР | 1 | 3 | 7 | 4½ из 11  | 50—56 |
| 1994 | Элиста          | 47-й чемпионат России           | 2 | 0 | 9 | 6½ из 11  | 7—15  |
| 1996 | Элиста          | 49-й чемпионат России           | 3 | 3 | 5 | 5½ из 11  | 25—31 |
| 1997 | Элиста          | 50-й чемпионат России           |   |   |   | из        |       |
| 1998 | Санкт-Петербург | 51-й чемпионат России           | 2 | 1 | 8 | 6 из 11   | 17—26 |
| 1999 | Москва          | 52-й чемпионат России           |   |   |   | из        |       |
| 2000 | Самара          | 53-й чемпионат России           | 4 | 3 | 4 | 6 из 11   | 19—28 |
| 2003 | Красноярск      | 56-й чемпионат России           | 3 | 2 | 4 | 5 из 9    | 20—37 |
|      |                 |                                 |   |   |   | из        |       |

## Изменения рейтинга
| Графики недоступны из-за технических проблем. См. информацию на Фабрикаторе и на mediawiki.org. |